# 二十等爵
二十等爵，是中國古代的一種重要爵位制度，起源於戰國時期的秦國，西漢時中下層爵位的性質由軍功爵轉化為普通的吏民爵，北宋以後徹底消失。

## 爵制沿革

### 秦
一般認為，二十等爵起設自秦國的商鞅变法，以賞軍功，共設二十级，每一級都有相應的經濟待遇。临战，斩敌首一级，則賞爵一級，益田一頃，益宅九畝。秦始皇時，改徹侯為列侯，內侯為倫侯，西漢時改回舊稱。據高敏，《秦漢史論集》中《秦的賜爵制度試探》，「中更」（更，音「郎」）、「右更」出現於商鞅死後，「關内侯」出現於統一之前，「大上造」則出現在統一後。無爵者則稱為「士伍」，二十等爵以賞軍功為主，但也有例外，如《史記·秦始皇本紀》載：遷北河榆中三萬家，拜爵一級。

### 漢
西漢時，可能是为了保持社会的稳定，继承了秦的爵位，二十等爵分為三個階層，高層為徹侯（二十級）、關內侯（十九級），中層為卿（十八級—十級），低層為五大夫（九級）以下。二十等爵之上設有諸侯王。漢武帝時，因避諱改稱“徹侯”為“通侯”，後又稱“列侯”。從西漢開始，皇帝經常對百姓進行賜爵，但爵不得超過公乘。汉初朝廷赏赐爵位的同时根据爵位等级授予不同大小的田和宅。
東漢時，列侯始分為縣侯、鄉侯、亭侯三等。漢獻帝建安二十年（215年），曹操對二十等爵制進行了改革，將原來的十八級到十五級爵位分別改為名號侯、關中侯、關外侯、五大夫，以賞軍功。

### 魏晉南朝
魏晉南朝承襲二十等爵制，皇帝經常對百姓進行賜爵。魏元帝咸熙元年（264年），設置五等爵，位於王爵之下，二十等爵之上。

### 北朝到宋
北魏孝文帝推行孝文漢化改革，在華北恢復了對百姓的賜爵制度。北魏以後，賜爵制度漸衰，唐朝時已稱之為“古爵”，北宋以後徹底消失。

## 二十等爵表
| 爵級   | 秦爵名            | 漢爵名    | 漢初受田 | 漢初受宅基地 | 漢末魏晉南朝爵名 | 北朝隋唐宋爵名 |
| 一級   | 公士              | 公士      | 1.5頃    | 1.5宅        | 公士             | 公士           |
| 二級   | 上造              | 上造      | 2頃      | 2宅          | 上造             | 上造           |
| 三級   | 簪裊              | 簪裊      | 3頃      | 3宅          | 簪裊             | 待考           |
| 四級   | 不更              | 不更      | 4頃      | 4宅          | 不更             | 待考           |
| 五級   | 大夫              | 大夫      | 5頃      | 5宅          | 大夫             | 待考           |
| 六級   | 官大夫            | 官大夫    | 7頃      | 7宅          | 官大夫           | 待考           |
| 七級   | 公大夫（七大夫）  | 公大夫    | 9頃      | 9宅          | 公大夫           | 待考           |
| 八級   | 公乗              | 公乗      | 20頃     | 20宅         | 公乗             | 待考           |
| 九級   | 五大夫            | 五大夫    | 25頃     | 25宅         | 待考             | 待考           |
| 十級   | 左庶長            | 左庶長    | 74頃     | 74宅         | 待考             | 待考           |
| 十一級 | 右庶長            | 右庶長    | 76頃     | 76宅         | 待考             | 待考           |
| 十二級 | 左更              | 左更      | 78頃     | 78宅         | 待考             | 待考           |
| 十三級 | 中更              | 中更      | 80頃     | 80宅         | 待考             | 待考           |
| 十四級 | 右更              | 右更      | 82頃     | 82宅         | 待考             | 待考           |
| 十五級 | 少上造            | 少上造    | 84頃     | 84宅         | 五大夫           | 無             |
| 十六級 | 大良造            | 大上造    | 86頃     | 86宅         | 關外侯           | 無             |
| 十七級 | 駟車庶長          | 駟車庶長  | 88頃     | 88宅         | 關中侯           | 無             |
| 十八級 | 大庶長            | 大庶長    | 90頃     | 90宅         | 名號侯           | 無             |
| 十九級 | 內侯→倫侯         | 關內侯    | 95頃     | 95宅         | 關內侯           | 無             |
| 二十級 | 徹侯（通侯）→列侯 | 通侯→列侯 | 無       | 105宅        | 列侯             | 無             |

## 繼承法
張家山漢簡《二年律令·置後律》中有對二十等爵繼承法的詳細規定。
徹侯（二十級）、關內侯（十九級）均原級世襲。徹侯的第一到第三順位繼承人分別為嫡子、孺子子、良人子。關內侯的第一到第三順位繼承人分別為嫡子、下妻子、偏妻子。
若死者屬於正常死亡，卿（十八級－十級）的後子均降襲為公乘，五大夫（九級）到簪裊（三級）均降兩級世襲，上造（二級）與公士（一級）不可世襲。第一到第三順位繼承人分別為嫡子、下妻子、偏妻子。若死者因公事而亡，其爵位則一律原級承襲，無爵者的繼承者為公士。第一到第十順位繼承人分別為子、女、父、母、兄弟、姊妹、妻、祖父、祖母、戶中同居者。

## 印綬冠服

### 漢魏
| 爵級   | 爵名   | 印       | 綬   | 冠         |
| 二十級 | 列侯   | 金印龜鈕 | 紫綬 | 進賢三梁冠 |
| 十九級 | 關內侯 | 金印龜鈕 | 紫綬 | 進賢二梁冠 |
| 十八級 | 名號侯 | 金印龜鈕 | 紫綬 | 進賢二梁冠 |
| 十七級 | 關中侯 | 金印龜鈕 | 紫綬 | 進賢二梁冠 |
| 十六級 | 關外侯 | 銅印龜鈕 | 墨綬 | 進賢二梁冠 |
| 十五級 | 五大夫 | 銅印環鈕 | 墨綬 | 進賢二梁冠 |

### 南朝
| 爵級   | 爵名   | 印       | 綬   | 冠                    | 服   |
| 二十級 | 列侯   | 金印龜鈕 | 紫綬 | 進賢三梁冠→進賢二梁冠 | 朝服 |
| 十九級 | 關內侯 | 金印龜鈕 | 紫綬 | 進賢二梁冠            | 朝服 |
| 十八級 | 名號侯 | 金印龜鈕 | 紫綬 | 進賢二梁冠            | 朝服 |
| 十七級 | 關中侯 | 金印龜鈕 | 紫綬 | 進賢二梁冠            | 朝服 |
| 十六級 | 關外侯 | 銀印珪鈕 | 青綬 | 進賢二梁冠            | 朝服 |

## 賜爵事件列表

### 秦朝
| 在位皇帝（王） | 賜爵時間            | 賜爵內容 |
| 秦王政         | 四年（前243年）     | 天下疫。百姓內粟千石，拜爵一級。                                                                                        |
| 秦王政         | 九年（前238年）     | 戰咸陽，斬首數百，皆拜爵，及宦者皆在戰中，亦拜爵一級。 及奪爵遷蜀四千餘家，家房陵。                                     |
| 秦王政         | 十二年（前235年）   | 文信侯不韋死，竊葬。其舍人臨者，晉人也逐出之；秦人六百石以上奪爵，遷；五百石以下不臨，遷，勿奪爵。                      |
| 秦始皇         | 二十七年（前220年） | 是歲，賜爵一級。 |
| 秦始皇         | 三十五年（前212年） | 因徙三萬家麗邑，五萬家雲陽，皆復不事十歲。 益发谪徙边。〈【集解】徐廣曰：「表云徙於北河、榆中，耐徙三處。拜爵一級。」〉 |
| 秦始皇         | 三十六年（前211年） | 遷北河榆中三萬家。拜爵一級。                                                                                            |

### 西漢
| 在位皇帝 | 賜爵時間                              | 賜爵內容 |
| 漢高帝   | 二年二月五日（前205年3月4日）         | 施恩德，賜民爵 |
| 漢高帝   | 五年五月（前202年）                   | 軍吏卒會赦，其亡罪而亡爵及不滿大夫者，皆賜爵為大夫；故大夫以上賜爵各一級，其七大夫以上，皆令食邑，非七大夫以下，皆復其身及戶，勿事 |
| 漢高帝   | 十二年二月（前195年）                 | 燕吏民非有罪也，賜其吏六百石以上爵各一級；與綰居，去來歸者，赦之，加爵亦一級                                                       |
| 漢惠帝   | 十二年五月十七日（前195年6月23日）    | 賜民爵一級；中郎、郎中滿六歲爵三級，四歲二級；外郎滿六歲二級；中郎不滿一歲一級                                                     |
| 漢惠帝   | 元年十二月（前194年）                 | 賜民爵，戶一級 |
| 漢惠帝   | 五年九月（前189年）                   | 賜民爵，戶一級 |
| 漢前少帝 | 元年二月（前187年）                   | 賜民爵，戶一級 |
| 漢後少帝 | 八年春（前180年）                     | 諸中官、宦者令丞皆賜爵關內侯，食邑                                                                                                 |
| 漢文帝   | 八年閏九月二十九日（前180年11月14日） | 赦天下，賜民爵一級，女子百戶牛酒，酺五日                                                                                           |
| 漢文帝   | 元年正月（前179年）                   | 賜天下民當為父後者爵一級 |
| 漢景帝   | 元年四月（前156年）                   | 赦天下，賜民爵一級 |
| 漢景帝   | 三年六月（前154年）                   | 賜民爵一級 |
| 漢景帝   | 四年六月（前153年）                   | 賜民爵一級 |
| 漢景帝   | 七年四月二十九日（前150年6月18日）    | 立膠東王徹為皇太子，賜民為父後者爵一級                                                                                             |
| 漢景帝   | 中元年四月（前149年）                 | 赦天下，賜民爵一級 |
| 漢景帝   | 中五年六月（前145年）                 | 赦天下，賜民爵一級 |
| 漢景帝   | 後元年三月（前143年）                 | 赦天下，賜民爵一級，中二千石諸侯相爵右庶長                                                                                         |
| 漢景帝   | 後三年正月（前141年）                 | 皇太子冠，賜民為父後者爵一級 |
| 漢武帝   | 建元元年二月（前140年）               | 赦天下，賜民爵一級 |
| 漢武帝   | 元光元年四月（前134年）               | 赦天下，賜民長子爵一級 |
| 漢武帝   | 元狩元年四月二十一日（前122年6月1日） | 立皇太子，賜中二千石爵右庶長，民為父後者一級                                                                                       |
| 漢武帝   | 元鼎四年十月（前114年）               | 賜民爵一級，女子百戶牛酒 |
| 漢武帝   | 元封元年四月七日（前110年5月5日）     | 賜天下民爵一級，女子百戶牛酒 |
| 漢昭帝   | 始元五年六月（前82年）                | 賜中二千石以下至吏民爵各有差 |
| 漢昭帝   | 元鳳四年正月二日（前77年2月25日）     | 賜中二千石以下及天下民爵 |
| 漢宣帝   | 本始元年五月（前73年）                | 賜吏二千石、諸侯相、下至中都官、宦吏、六百石爵，各有差，自左更至五大夫；賜天下人爵各一級，孝者二級，女子百戶牛酒                   |
| 漢宣帝   | 本始二年五月（前73年）                | 賜民爵一級，女子百戶牛酒 |
| 漢宣帝   | 地節三年四月二十二日（前67年5月24日） | 立皇太子，大赦天下，賜御史大夫爵關內侯，中二千石爵右庶長，天下當為父後者爵一級                                                     |
| 漢宣帝   | 元康元年三月（前65年）                | 其赦天下徒，賜勤事吏中二千石以下至六百石爵，自中郎吏至五大夫，佐史以上二級，民一級，女子百戶牛酒；加賜鰥寡孤獨、三老、孝弟力田帛   |
| 漢宣帝   | 元康二年三月（前64年）                | 以鳳皇甘露降集，賜天下吏爵二級，民一級，女子百戶牛酒，鰥寡孤獨高年帛                                                               |
| 漢宣帝   | 元康三年春（前63年）                  | 賜天下吏爵二級，民一級，女子百戶牛酒，鰥寡孤獨高年帛                                                                               |
| 漢宣帝   | 元康四年三月（前62年）                | 賜天下吏爵二級，民一級，女子百戶牛酒；加賜三老、孝弟力田帛，人二匹，鰥寡孤獨各一匹                                                 |
| 漢宣帝   | 神爵元年三月（前61年）                | 賜天下勤事吏爵二級，民一級，女子百戶牛酒，鰥寡孤獨高年帛                                                                           |
| 漢宣帝   | 神爵四年二月（前58年）                | 其赦天下，賜民爵一級，女子百戶牛酒，鰥寡孤獨高年帛                                                                                 |
| 漢宣帝   | 神爵四年四月（前58年）                | 潁川太守黃霸以治行尤異秩中二千石，賜爵關內侯，黃金百斤；及潁川吏民有行義者爵，人二級，力田一級，貞婦順女帛                         |
| 漢宣帝   | 五鳳元年正月（前57年）                | 賜列侯嗣子爵五大夫，男子為父後者爵一級                                                                                             |
| 漢宣帝   | 五鳳三年三月（前55年）                | 賜民爵一級，女子百戶牛酒，大酺五日，加賜鰥寡孤獨高年帛                                                                             |
| 漢宣帝   | 甘露二年正月（前52年）                | 賜民爵一級，女子百戶牛酒，鰥寡孤獨高年帛                                                                                           |
| 漢宣帝   | 甘露三年二月（前51年）                | 賜民爵二級 |
| 漢元帝   | 初元二年正月（前47年）                | 賜雲陽民爵一級，女子百戶牛酒 |
| 漢元帝   | 初元二年四月二十八日（前47年6月17日） | 立皇太子，賜御史大夫爵關內侯，中二千石右庶長，天下當為父後者爵一級，列侯錢各二十萬，五大夫十萬                                     |
| 漢元帝   | 初元四年三月（前45年）                | 賜民爵一級，女子百戶牛酒，鰥寡高年帛                                                                                               |
| 漢元帝   | 永光元年正月（前43年）                | 賜民爵一級，女子百戶牛酒，高年帛                                                                                                   |
| 漢元帝   | 永光元年三月（前43年）                | 賜吏六百石以上爵五大夫，勤事吏二級，為父後者民一級，女子百戶牛酒，鰥寡孤獨高年帛                                                   |
| 漢元帝   | 永光二年二月（前42年）                | 其大赦天下，賜民爵一級，女子百戶牛酒，鰥寡孤獨高年、三老、孝弟力田帛，吏六百石以上爵五大夫                                         |
| 漢元帝   | 建昭五年三月（前34年）                | 其赦天下，賜民爵一級，女子百戶牛酒，三老、孝弟力田帛                                                                               |
| 漢元帝   | 竟寧元年正月（前33年）                | 皇太子冠，賜列侯嗣子爵五大夫，天下為父後者爵一級                                                                                   |
| 漢成帝   | 建始三年三月（前30年）                | 賜孝弟力田爵二級 |
| 漢成帝   | 河平元年三月（前28年）                | 賜天下吏民爵，各有差 |
| 漢成帝   | 河平四年正月（前25年）                | 赦天下徒，賜孝弟力田爵二級 |
| 漢成帝   | 鴻嘉元年二月（前20年）                | 賜天下民爵一級，女子百戶牛酒，加賜鰥寡孤獨高年帛                                                                                   |
| 漢成帝   | 永始四年正月（前13年）                | 賜雲陽吏民爵，女子百戶牛酒，鰥寡孤獨高年帛                                                                                         |
| 漢成帝   | 綏和元年二月九日（前8年3月20日）      | 賜諸侯王、列侯金，天下當為父後者爵，三老、孝弟力田帛，各有差                                                                       |
| 漢哀帝   | 綏和二年四月八日（前7年5月7日）       | 賜宗室王子有屬者馬各一駟，吏民爵，百戶牛酒，三老、孝弟力田、鰥寡孤獨帛                                                             |
| 漢哀帝   | 建平四年五月（前3年）                 | 賜中二千石至六百石及天下男子爵 |
| 漢平帝   | 元始元年正月（1年）                   | 賜天下民爵一級 |
| 漢平帝   | 元始四年二月七日（4年3月14日）        | 賜九卿已下至六百石、宗室有屬籍者爵，自五大夫以上各有差；賜天下民爵一級，鰥寡孤獨高年帛                                             |

### 新朝
| 在位皇帝 | 賜爵時間                         | 賜爵內容                                               |
| 王莽     | 始建國元年正月一日（9年1月15日） | 賜吏爵人二級，民爵人一級，女子百戶羊酒，蠻夷幣帛各有差 |

### 東漢
| 在位皇帝 | 賜爵時間                                | 賜爵內容 |
| 漢光武帝 | 建武三年閏正月二十二日（27年3月16日）   | 賜天下長子當為父後者爵，人一級 |
| 漢光武帝 | 建武二十九年二月四日（53年3月10日）     | 賜天下男子爵，人二級；鰥、寡、孤、獨、篤𤸇、貧不能自存者粟，人五斛                                                                                             |
| 漢光武帝 | 建武三十一年五月二十五日（55年7月6日）  | 賜天下男子爵，人二級；鰥、寡、孤、獨、篤𤸇、貧不能自存者粟，人六斛                                                                                             |
| 漢明帝   | 建武中元二年四月二十四日（57年6月13日） | 賜天下男子爵，人二級；三老、孝悌、力田人三級；爵過公乘，得移與子若同產、同產子；及流人無名數欲自占者人一級；鰥、寡、孤、獨、篤𤸇粟，人十斛                     |
| 漢明帝   | 永平三年二月十九日（60年4月6日）        | 賜天下男子爵，人二級；三老、孝悌、力田人三級；流人無名數欲占者人一級；鰥、寡、孤、獨、篤𤸇、貧不能自存者粟，人五斛                                             |
| 漢明帝   | 永平十三年五月十日（70年6月5日）        | 賜天下男子爵，人二級，三老、孝悌、力田人三級，流民無名數欲占者人一級；鰥、寡、孤、獨、篤𤸇、貧無家屬不能自存者粟，人三斛                                       |
| 漢明帝   | 永平十五年四月五日（72年5月9日）        | 賜天下男子爵，人三級；令天下大酺五日 |
| 漢明帝   | 永平十七年五月五日（74年6月16日）       | 賜天下男子爵，人二級，三老、孝悌、力田人三級，流人無名數欲占者人一級；鰥、寡、孤、獨、篤𤸇、貧不能自存者粟，人三斛                                             |
| 漢明帝   | 永平十八年四月十一日（75年5月13日）     | 賜天下男子爵，人二級，及流民無名數欲占者人一級；鰥、寡、孤、獨、篤𤸇，貧不能自存者粟，人三斛                                                                   |
| 漢章帝   | 永平十八年十月二日（75年10月28日）      | 賜民爵，人二級，為父後及孝悌、力田人三級，脫無名數及流人欲占者人一級，爵過公乘得移與子若同產子；鰥、寡、孤、獨、篤𤸇、貧不能自存者粟，人三斛                   |
| 漢章帝   | 建初三年三月二日（78年4月1日）          | 賜爵，人二級，三老、孝悌、力田人三級，民無名數及流民欲占者人一級；鰥、寡、孤、獨、篤𤸇、貧不能自存者粟，人五斛                                                 |
| 漢章帝   | 建初四年四月四日（79年5月21日）         | 賜爵，人二級，三老、孝悌、力田人三級，民無名數及流人欲自占者人一級；鰥、寡、孤、獨、篤𤸇、貧不能自存者粟，人五斛                                               |
| 漢章帝   | 元和二年五月三十日（85年7月8日）        | 賜天下吏爵，人三級；高年、鰥、寡、孤、獨帛，人一匹 |
| 漢章帝   | 元和二年九月十六日（85年10月20日）      | 加賜男子爵，人二級 |
| 漢和帝   | 永元三年正月十九日（91年2月23日）       | 賜民爵及粟帛各有差，大酺五日 |
| 漢和帝   | 永元八年二月十九日（96年3月29日）       | 賜天下男子爵，人二級，三老、孝悌、力田三級，民無名數及流民欲占者一級；鰥、寡、孤、獨、篤𤸇、貧不能自存者粟，人五斛                                             |
| 漢和帝   | 永元十二年三月十四日（100年4月9日）     | 賜天下男子爵，人二級，三老、孝悌、力田三級，民無名數及流民欲占者人一級；鰥、寡、孤、獨、篤𤸇、貧不能自存者粟，人三斛                                           |
| 漢和帝   | 元興元年十二月二十二日（106年2月12日）  | 賜天下男子爵，人二級，三老、孝悌、力田人三級，民無名數及流民欲占者人一級；鰥、寡、孤、獨、篤𤸇、貧不能自存者粟，人三斛                                         |
| 漢安帝   | 永初三年正月九日（109年2月25日）        | 賜男子為父後及三老、孝悌、力田爵，人二級，流民欲占者人一級 |
| 漢安帝   | 永初六年五月二十五日（112年7月5日）     | 中二千石下至黃綬，一切復秩還贖，賜爵各有差 |
| 漢安帝   | 永初七年八月二日（113年8月29日）        | 賜民爵 |
| 漢安帝   | 元初元年正月二日（114年2月23日）        | 賜民爵，人二級，孝悌、力田人三級，爵過公乘，得移與子若同產、同產子，民脫無名數及流民欲占者人一級；鰥、寡、孤、獨、篤𤸇、貧不能自存者穀，人三斛；貞婦帛，人一匹 |
| 漢安帝   | 永宁元年四月十一日（120年5月24日）      | 賜民爵及布粟各有差 |
| 漢安帝   | 延光元年三月二日（122年4月24日）        | 賜民爵及三老、孝悌、力田，人二級；加賜鰥、寡、孤、獨、篤𤸇、貧不能自存者粟，人三斛；貞婦帛，人二匹                                                             |
| 漢安帝   | 延光三年二月二十五日（124年3月26日）    | 賜男子爵，人二級 |
| 漢順帝   | 永建元年正月二日（126年2月10日）        | 賜男子爵，人二級，為父後、三老、孝悌、力田人三級，流民欲自占者一級；鰥、寡、孤、獨、篤𤸇、貧不能自存者粟，人五斛；貞婦帛，人三匹                               |
| 漢順帝   | 永建四年正月十一日（129年2月16日）      | 賜男子爵及流民欲占者人一級，為父後、三老、孝悌、力田人二級；鰥、寡、孤、獨、篤𤸇、貧不能自存帛，人一匹                                                         |
| 漢順帝   | 陽嘉元年正月二十八日（132年3月1日）     | 賜爵，人二級，三老、孝悌、力田三級，爵過公乘，得移與子若同產、同產子，民無名數及流民欲占著者人一級；鰥、寡、孤、獨、篤𤸇、貧不能自存者粟，人五斛               |
| 漢順帝   | 永和四年四月二十三日（139年6月6日）     | 賜民爵及粟帛各有差 |
| 漢順帝   | 建康元年四月十五日（144年6月2日）       | 賜人爵各有差 |
| 漢質帝   | 永嘉元年二月二十四日（145年4月2日）     | 賜人爵及粟帛各有差 |
| 漢質帝   | 本初元年六月三日（146年6月28日）        | 賜民爵及粟帛各有差 |
| 漢桓帝   | 建和元年正月八日（147年2月24日）        | 賜吏更勞一歲；男子爵，人二級，為父後及三老、孝悌、力田人三級；鰥、寡、孤、獨、篤𤸇、貧不能自存者粟，人五斛；貞婦帛，人三匹                                     |
| 漢靈帝   | 建宁元年二月二十三日（168年3月18日）    | 賜民爵及帛各有差 |
| 漢獻帝   | 建安二十年正月十八日（215年3月6日）     | 賜天下男子爵，人一級，孝悌、力田二級 |

### 曹魏
| 在位皇帝 | 賜爵時間                               | 賜爵內容                                       |
| 魏文帝   | 黃初元年十一月一日（220年12月13日）    | 賜男子爵人一級，為父後及孝悌力田人二級         |
| 魏文帝   | 黃初三年九月九日（222年10月31日）      | 賜天下男子爵人二級；鰥寡篤癃及貧不能自存者賜穀 |
| 魏明帝   | 太和元年十一月（227年）                | 賜天下男子爵人二級，鰥寡孤獨不能自存者賜穀     |
| 魏明帝   | 青龍元年二月六日（233年3月4日）        | 賜男子爵人二級，鰥寡孤獨無出今年租賦           |
| 魏明帝   | 景初二年十二月二十五日（239年2月15日） | 立皇后，賜天下男子爵人二級，鰥寡孤獨穀         |
| 魏元帝   | 景元元年六月二日（260年6月27日）       | 賜天下男子爵人二級，鰥寡孤獨不能自存者賜穀     |

### 晉朝
| 在位皇帝 | 賜爵時間                            | 賜爵內容                                 |
| 晉武帝   | 泰始元年十二月十七日（266年2月8日） | 賜天下爵，人五級                         |
| 晉安帝   | 義熙元年正月十六日（405年3月3日）   | 賜百姓爵二級，鰥寡孤獨穀人五斛，大酺五日 |

### 南朝宋
| 在位皇帝 | 賜爵時間                               | 賜爵內容                                                                             |
| 宋武帝   | 永初元年六月十四日（420年7月11日）     | 賜民爵二級，鰥寡孤獨不能自存者，人穀五斛                                             |
| 宋文帝   | 元嘉十七年十月三日（440年11月14日）    | 大赦天下，文武賜爵一級                                                               |
| 宋孝武帝 | 元嘉三十年四月二十七日（453年5月21日） | 大赦天下，文武賜爵一等，從軍者二等                                                   |
| 宋孝武帝 | 孝建元年正月二十八日（454年3月14日）   | 賜天下為父後者爵一級，孝子、順孫、義夫、節婦粟帛各有差                               |
| 宋孝武帝 | 孝建元年七月二十一日（454年8月31日）   | 大赦天下，文武賜爵一級                                                               |
| 宋孝武帝 | 大明二年正月十七日（458年2月17日）     | 吏身可賜爵一級，軍戶免為平民                                                         |
| 宋孝武帝 | 大明四年正月十二日（460年2月20日）     | 孝悌義順，賜爵一級；孤老貧疾，人穀十斛                                               |
| 宋孝武帝 | 大明六年正月十日（462年2月25日）       | 大赦天下，孝子、順孫、義夫、悌弟，賜爵一級；慈姑、節婦及孤老、六疾，賜帛五匹，穀十斛 |
| 宋孝武帝 | 大明七年二月十七日（463年3月23日）     | 賜民爵一級，女子百戶牛酒                                                             |
| 宋前廢帝 | 景和元年十一月十八日（465年12月22日）  | 賜為父後者爵一級                                                                     |
| 宋明帝   | 泰始元年十二月七日（466年1月10日）     | 賜民爵二級；鰥寡孤獨不能自存者，人穀五斛                                             |
| 宋明帝   | 泰始二年九月九日（466年10月4日）       | 大赦天下，賜民爵一級                                                                 |
| 宋明帝   | 泰始五年正月二十二日（469年2月20日）   | 大赦天下，賜力田爵一級                                                               |
| 宋後廢帝 | 元徽二年十一月十九日（474年12月14日）  | 賜民男子爵一級；為父後及三老孝悌力田者爵二級                                         |
| 宋後廢帝 | 元徽四年正月九日（476年2月20日）       | 賜力田爵一級；貸貧民糧種                                                             |

### 南朝齊
| 在位皇帝 | 賜爵時間                              | 賜爵內容                                               |
| 齊高帝   | 建元元年四月二十三日（479年5月30日）  | 賜民爵二級，文武進位二等，鰥寡孤獨不能自存者穀人五斛   |
| 齊武帝   | 永明四年閏正月十五日（486年3月7日）   | 孝悌力田，詳授爵位；孤老貧窮，賜穀十石                 |
| 齊武帝   | 永明十一年四月十四日（493年5月16日）  | 賜天下為父後者爵一級，孝子順孫義夫節婦粟帛各有差       |
| 齊明帝   | 建武元年十一月十八日（494年12月31日） | 賜天下為父後者爵一級；孝子從孫、義夫節婦，普加甄賜明揚 |
| 齊明帝   | 建武三年閏十二月二十日（497年2月8日） | 賜王公以下帛各有差，為父後者賜爵一級                   |
| 齊東昏侯 | 永元元年四月二十四日（499年5月20日）  | 立皇太子誦，大赦，賜民為父後爵一級                     |

### 南朝梁
| 在位皇帝 | 賜爵時間                              | 賜爵內容                                                                     |
| 梁武帝   | 天監元年四月八日（502年5月2日）       | 賜民爵二級；文武加位二等；鰥寡孤獨不能自存者，人穀五斛                       |
| 梁武帝   | 天監十三年二月八日（514年3月21日）    | 赦天下，孝悌力田賜爵一級                                                     |
| 梁武帝   | 天監十四年正月一日（515年2月2日）     | 皇太子冠，赦天下，賜為父後者爵一級，王公以下班賚各有差，停遠近上慶禮         |
| 梁武帝   | 天監十八年正月十一日（519年2月27日）  | 輿駕親祠南郊，孝悌力田賜爵一級                                               |
| 梁武帝   | 普通元年正月一日（520年2月6日）       | 大赦天下，賜文武勞位，孝悌力田爵一級，尤貧之家，勿收常調，鰥寡孤獨，並加贍卹 |
| 梁武帝   | 普通四年二月十八日（523年3月22日）    | 孝悌力田賜爵一級                                                             |
| 梁武帝   | 大通元年正月一日（527年2月19日）      | 孝悌力田賜爵一級                                                             |
| 梁武帝   | 中大通元年正月九日（529年2月4日）     | 輿駕親祠南郊，大赦天下，孝悌力田賜爵一級                                     |
| 梁武帝   | 中大通三年正月十日（531年2月14日）    | 輿駕親祠南郊，大赦天下，孝悌力田賜爵一級                                     |
| 梁武帝   | 中大通三年七月七日（531年8月7日）     | 立晉安王綱為皇太子，大赦天下，賜為父後者及出處忠孝文武清勤，並賜爵一級       |
| 梁武帝   | 中大通五年正月二日（533年2月13日）    | 輿駕親祠南郊，大赦天下，孝悌力田賜爵一級                                     |
| 梁武帝   | 中大通六年二月十日（534年3月12日）    | 輿駕親耕籍田，大赦天下，孝悌力田賜爵一級                                     |
| 梁武帝   | 大同三年正月五日（537年2月2日）       | 輿駕親祠南郊，大赦天下，孝悌力田賜爵一級                                     |
| 梁武帝   | 大同五年正月十七日（539年2月22日）    | 輿駕親祠南郊，詔孝悌力田及州閭鄉黨稱為善人者，各賜爵一級，並勒屬所以時騰上   |
| 梁武帝   | 中大同元年四月十四日（546年5月31日）  | 孝悌力田為父後者賜爵一級，賚宿衛文武各有差                                   |
| 梁武帝   | 中大同二年正月二十三日（547年3月2日） | 孝悌力田賜爵一級                                                             |
| 梁武帝   | 太清元年四月二十一日（547年5月27日）  | 孝悌力田為父後者賜爵一級，在朝群臣宿衛文武並加頒賚                           |
| 梁元帝   | 承聖元年十一月十二日（552年12月15日） | 孝子義孫，可悉賜爵                                                           |
| 梁敬帝   | 太平元年九月二十五日（555年10月27日） | 大赦，孝悌力田賜爵一級，殊才異行所在奏聞，饑難流移勒歸本土                   |

### 南朝陳
| 在位皇帝 | 賜爵時間                              | 賜爵內容                                                                                                   |
| 陳武帝   | 永定元年十月十日（557年11月18日）     | 賜民爵二級，文武二等，鰥寡孤獨不能自存者人穀五斛；逋租宿債，皆勿復收                                       |
| 陳文帝   | 永定三年六月二十一日（559年8月11日）  | 文武內外，量加爵敘；孝悌力田為父後者，賜爵一級                                                             |
| 陳文帝   | 天嘉元年正月一日（560年2月14日）      | 鰥寡孤獨不能自存立者，賜穀人五斛；孝悌力田殊行異等，加爵一級                                               |
| 陳文帝   | 天嘉元年正月九日（560年2月22日）      | 賜民爵一級                                                                                                 |
| 陳文帝   | 天嘉三年正月十日（562年2月1日）       | 普賜民爵一級；其孝悌力田，別加一等                                                                         |
| 陳文帝   | 天嘉三年七月二十一日（562年9月7日）   | 皇太子納妃王氏，在位文武賜帛各有差，孝悌力田為父後者賜爵二級                                               |
| 陳文帝   | 天嘉六年正月十一日（565年2月28日）    | 皇太子加元服，王公以下賜帛各有差，孝悌力田為父後者賜爵一級，鰥寡孤獨不能自存者穀人五斛                     |
| 陳文帝   | 天康元年四月九日（566年5月15日）      | 皇孫至澤生，在位文武賜絹帛各有差，為父後者賜爵一級                                                         |
| 陳廢帝   | 光大元年正月三日（567年1月30日）      | 孝悌力田賜爵一級                                                                                           |
| 陳廢帝   | 光大元年七月十日（567年8月31日）      | 立皇子至澤為皇太子，賜天下為父後者爵一級，王公卿士已下賚帛各有差                                           |
| 陳宣帝   | 太建元年正月四日（569年2月7日）       | 大赦天下；在位文武賜位一階；孝悌力田及為父後者賜爵一級；異等殊才，並加策序；鰥寡孤獨不能自存者，人賜穀五斛 |
| 陳宣帝   | 太建五年三月二十三日（573年5月12日）  | 皇孫胤生，內外文武賜帛各有差，為父後者爵一級                                                               |
| 陳宣帝   | 太建十年四月十三日（578年5月7日）     | 應在軍者可並賜爵二級，并加賚卹，付選即便量處                                                               |
| 陳後主   | 太建十四年正月十三日（582年2月22日）  | 在位文武及孝悌力田為父後者，並賜爵一級；孤老鰥寡不能自存者，賜穀人五斛、帛二匹                             |
| 陳後主   | 太建十四年四月二十三日（582年6月1日） | 立皇子永康公胤為皇太子，賜天下為父後者爵一級，王公已下賚帛各有差                                           |
| 陳後主   | 至德二年七月二十二日（584年9月4日）   | 太子加元服，在位文武賜帛各有差，孝悌力田為父後者各賜一級，鰥寡癃老不能自存者人穀五斛                       |

### 前趙
| 在位皇帝 | 賜爵時間          | 賜爵內容                                                 |
| 劉曜     | 光初五年（322年） | 大赦天下殊死已下，賜民爵二級，孤老貧病不能自存者帛各有差 |

### 後趙
| 在位皇帝 | 賜爵時間          | 賜爵內容             |
| 趙明帝   | 六年（324年）     | 農桑最修者賜爵五大夫 |
| 趙武帝   | 建武二年（336年） | 賜百姓爵一級         |

### 前秦
| 在位皇帝 | 賜爵時間            | 賜爵內容                                                                   |
| 秦宣昭帝 | 永興二年（358年）   | 賜為父後者爵一級，鰥寡高年穀帛有差，丐所過田租之半                         |
| 秦宣昭帝 | 建元十二年（376年） | 為父後者賜爵一級，孝悌力田爵二級，孤寡高年穀帛有差，女子百戶牛酒，大酺三日 |

### 後秦
| 在位皇帝 | 賜爵時間          | 賜爵內容                                         |
| 秦文桓帝 | 弘始四年（402年） | 立皇子泓為皇太子，大赦天下，賜男子為父後者爵一級 |

### 南燕
| 在位皇帝 | 賜爵時間          | 賜爵內容                                   |
| 燕獻武帝 | 建平六年（405年） | 立超為皇太子，大赦天下，子為父後者人爵二級 |

### 北魏
| 在位皇帝 | 賜爵時間                                 | 賜爵內容 |
| 魏孝文帝 | 太和十七年七月五日（493年8月3日）        | 以皇太子立，詔賜民為人後者爵一級，為公士；曾為吏屬者爵二級，為上造；鰥寡孤獨不能自存者，人粟五斛                                                                       |
| 魏孝文帝 | 太和十七年八月二十四日（493年9月21日）   | 車駕至肆州，民年七十已上，賜爵一級 |
| 魏孝文帝 | 太和十七年九月二十日（493年10月17日）    | 洛、懷、并、肆所過四州之民：百年以上假縣令，九十以上賜爵三級，八十以上賜爵二級，七十以上賜爵一級；鰥寡孤獨不能自存者，粟人五斛，帛二匹；孝悌廉義、文武應求者，皆以名聞 |
| 魏孝文帝 | 太和十七年十月十八日（493年11月13日）    | 京師及諸州從戎者賜爵一級，應募者加二級，主將加三級 |
| 魏孝文帝 | 太和十八年正月十七日（494年2月9日）      | 相、兗、豫三州：百年以上假縣令，九十以上賜爵二級，七十以上賜爵一級；孤老鰥寡不能自存者，賜粟五石、帛二匹；孝悌廉義、文武應求者，皆以名聞                               |
| 魏孝文帝 | 太和十八年十一月一日（494年12月14日）    | 冀、定二州民：百年以上假以縣令，九十以上賜爵三級，八十以上賜爵二級，七十以上賜爵一級；鰥寡孤獨不能自存者，賜以穀帛；孝義廉貞、文武應求者具以名聞                       |
| 魏孝文帝 | 太和十八年十二月二十七日（495年2月8日）  | 郢豫二州之民：百齡以上假縣令，九十以上賜爵三級，八十以上賜爵二級，七十以上賜爵一級；孤寡鰥老不能自存者，賜以穀帛；緣路之民復田租一歲；孝悌廉義、文武應求具以名聞       |
| 魏孝文帝 | 太和十九年四月十三日（495年5月23日）     | 詔賜百歲以上假縣令，九十以上賜爵三級，八十以上賜爵二級，七十以上賜爵一級；孤寡老疾不能自存者，賜以穀帛；德著丘園者具以名聞                                             |
| 魏孝文帝 | 太和十九年四月二十三日（495年6月2日）    | 賜兗州民爵及粟帛如徐州 |
| 魏孝文帝 | 太和十九年六月十五日（495年7月23日）     | 濟州、東郡、滎陽及河南諸縣車駕所經者，百年以上賜假縣令，九十以上賜爵三級，八十以上賜爵二級，七十以上賜爵一級；孤老鰥寡不能自存，賜以穀帛；孝悌廉義、文武應求者具以名聞 |
| 魏孝文帝 | 太和十九年十月九日（495年11月12日）      | 民百年以上假郡守，九十以上假縣令，八十以上賜爵三級，七十以上賜爵二級；孤老痼疾不能自存者，賜以穀帛                                                                     |
| 魏孝文帝 | 太和二十一年正月八日（497年2月26日）     | 立皇子恪為皇太子，賜天下為父後者爵一級 |
| 魏孝文帝 | 太和二十一年三月二十七日（497年5月15日） | 汾州民百年以上假縣令，九十以上賜爵三級，八十以上賜爵二級，七十以上賜爵一級                                                                                             |
| 魏孝文帝 | 太和二十一年五月四日（497年6月20日）     | 雍州庶老以年各減一等，七十以上賜爵三級；其營船之夫，賜爵一級；孤寡鰥貧、窮痾廢疾，各賜帛二匹，穀五斛；其孝友德義、文學才幹，悉仰貢舉                                   |
| 魏宣武帝 | 延昌元年十一月十日（512年12月5日）       | 賜天下為父後者爵一級，孝子、順孫、廉夫、節婦旌表門閭，量給粟帛 |

### 北齊
| 在位皇帝 | 賜爵時間                           | 賜爵內容                                       |
| 齊文宣帝 | 天保元年五月十日（550年6月11日）   | 百官進階，男子賜爵，鰥寡六疾義夫節婦旌賞各有差 |
| 齊孝昭帝 | 皇建元年十一月四日（560年12月8日） | 賜天下為父後者爵一級                           |
| 齊武成帝 | 太宁二年正月十六日（562年3月8日）  | 大赦，內外百官普加汎級，諸為父後者賜爵一級     |

### 隋朝
| 在位皇帝 | 賜爵時間                              | 賜爵內容                                 |
| 隋恭帝   | 義寧元年十一月十五日（617年12月21日） | 复天下勿出今年租赋，赐民子孙承後者爵一级 |

### 唐朝
| 在位皇帝 | 賜爵時間                           | 賜爵內容                                                 |
| 唐高祖   | 武德元年五月二十日（618年6月21日） | 官人百姓，賜爵一級                                       |
| 唐高宗   | 乾封元年正月十日（666年2月22日）   | 天下百姓年二十一已上八十以下，赐古爵一级                 |
| 唐中宗   | 神龙元年九月五日（705年10月1日）   | 天下百姓为父後者，各赐古爵一级                           |
| 唐玄宗   | 天寶八载闰六月五日（749年7月27日） | 天下百姓丈夫户头者，宜各赐爵一级；天下侍老，并量赐爵一级 |
| 唐德宗   | 大曆元年六月一日（779年7月22日）   | 百姓為戶者，賜古爵一級                                   |

### 北宋
| 在位皇帝 | 賜爵時間                                  | 賜爵內容                                                   |
| 宋太宗   | 端拱元年正月十七日（988年2月12日）        | 民年七十以上賜爵一級                                       |
| 宋太宗   | 端拱元年閏五月十日（988年7月1日）         | 賜諸州高年爵公士                                           |
| 宋太宗   | 淳化五年正月二十一日（994年3月11日）      | 諸州能出粟貸饑民者賜爵                                     |
| 宋真宗   | 咸平五年十二月二十一日（1003年2月1日）    | 賜京城百歲老人祝道嵓爵一級                                 |
| 宋真宗   | 大中祥符三年閏二月十八日（1010年4月11日） | 赤縣父老本府宴犒，年九十者授攝官，賜粟帛終身；八十者爵一級 |

## 研究書目
- 西島定生著，武尚清譯：《二十等爵制》（北京：國際文化出版公司，1992）
- 康樂：〈民爵與民望（页面存档备份，存于）〉。